# Färmsnäs
Färmsnäs is een plaats in de gemeente Gagnef in het landschap Dalarna en de provincie Dalarnas län in Zweden. De plaats heeft 54 inwoners (2005) en een oppervlakte van 20 hectare. De plaats ligt drie kilometer ten noordoosten van Mockfjärd.